# Bengt Svenson
Bengt Charles Algot Svenson, född 8 februari 1953 i Motala, är en svensk jurist som var rikspolischef 2008–2014. 
Svenson studerade juridik vid Stockholms universitet och blev juris kandidat 1979, varefter han genomgick tingsmeritering i Norrköping 1979–1982 och polischefsutbildning 1982–1983. Han hade polischefsbefattningar i Östergötlands län 1996–1997 och 1998–2001, var biträdande byråchef vid Rikspolisstyrelsen 1997–1998 samt länspolismästare i Örebro län från 2001 till våren 2006. Därefter blev han chef för Polisavdelningen vid Rikspolisstyrelsen.
Sedan omfattande kritik hade framförts mot rikspolischefen Stefan Strömberg beslutade regeringen vid ett extrainsatt sammanträde 7 december 2007 att Strömberg skulle ersättas av Bengt Svenson som tillförordnad rikspolischef från årsskiftet 2007/2008 och tills en ny ordinarie rikspolischef hade rekryterats. 13 maj 2008 beslutade regeringen att den nye ordinarie rikspolischefen blev Bengt Svenson, som därmed omedelbart övergick till att vara ordinarie rikspolischef.
Svenson var utsedd ledamot i den e-delegation som regeringen Reinfeldt tillsatte den 26 mars 2009.